# Partizani Tirana
Futboll Klub Partizani Tirana (alb. Futboll Klub Partizani Tiranë) – albański klub piłkarski z siedzibą w Tiranie, stolicy kraju. Został założony 4 lutego 1946 roku.

## Sukcesy
- Mistrz Albanii (17): 1947, 1948, 1949, 1954, 1957, 1958, 1959, 1961, 1963, 1964, 1971, 1979, 1981,1987, 1993, 2019, 2023
- Puchar Albanii (15): 1948, 1949, 1957, 1958, 1961, 1964, 1966, 1968, 1970, 1973, 1980, 1991, 1993, 1997, 2004
- Superpuchar Albanii (3): 1993, 2004, 2019
- Puchar Bałkański: 1970 (VIII edycja)

## Historia
Klub Partizani założony został 4 lutego 1946. Przez pewien okres występował jako Klub Sportiv Partizani (w skrócie KS Partizani). Obecnie Futboll Klub Partizani (w skrócie FK Partizani, ale także KF Partizani) gra w pierwszej lidze albańskiej (Kategoria Superiore).

## Obecny skład
Stan na 12 listopada 2022
| Nr | Poz. | Piłkarz               |
| -- | ---- | --------------------- |
| 2  | PO   | Galip Arapi           |
| 3  | OB   | David Atanaskoski     |
| 6  | NA   | Leart Zekolli         |
| 7  | PO   | Victor da Silva       |
| 8  | PO   | Chandrel Massanga     |
| 9  | NA   | Xhuliano Skuka        |
| 10 | PO   | Engjëll Hoti          |
| 11 | NA   | Matej Cvetanoski      |
| 12 | BR   | Alban Hoxha (kapitan) |
| 17 | PO   | Bruno Telushi         |
| 18 | PO   | Henri Zuna            |
| 19 | NA   | Endri Çelaj           |
| 21 | PO   | Valentino Murataj     |

| Nr | Poz. | Piłkarz            |
| -- | ---- | ------------------ |
| 22 | NA   | Tedi Cara          |
| 23 | OB   | Marcelino Preka    |
| 24 | PO   | Xhafer Hodo        |
| 25 | NA   | Alfred Mensah      |
| 26 | OB   | Paulo Buxhelaj     |
| 27 | PO   | Aristóteles Romero |
| 28 | OB   | Eljon Sota         |
| 31 | OB   | Jozef Menich       |
| 40 | BR   | Bekim Redjepi      |
| 44 | OB   | Andi Hadroj        |
| 91 | NA   | Klevis Dragaj      |
| 96 | OB   | Eneo Bitri         |
| 99 | PO   | Arinaldo Rrapaj    |